# Кордя, Андрей
Андрей Кордя (англ. Andrei Ioan Cordea; родился 24 июня 1999 года в Аюде, Румыния) — румынский футболист, вингер аравийского клуба «Аль-Таи».

## Клубная карьера
Андрей Кордя появился в обширном поле зрения в 2021 году, подписав контракт с румынским клубом «ФКСБ» сроком на пять лет. 15 июля того же года состоялся дебют в составе новой команды, когда Кордя появился на поле в матче против «Ботошани». Первым голом футболист отметился спустя семь дней в матче Лиги конференций УЕФА против «Шахтёра» из Караганды.
12 сентября 2021 года Андрей отметился голом в разгромном матче с «Динамо Бухарест», который завершился со счетом 6-0.
22 августа 2023 года Кордя подписал двухлетний контракт с аравийским клубом «Аль-Таи». Дебютным голом вингер отметился 1 сентября, забив единственный гол в матче в ворота клуба «Абха».